# Mashrek

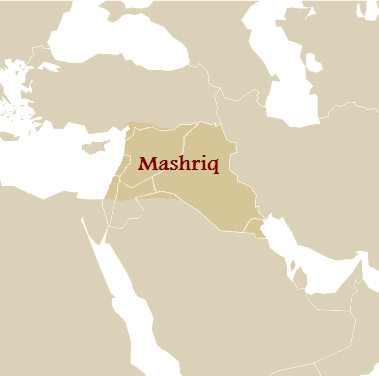
Cartina del Mashriq

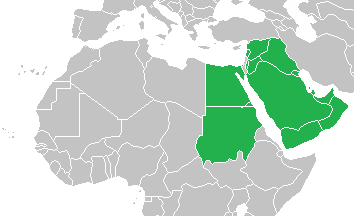
Cartina del Mashriq "non-Maghreb"

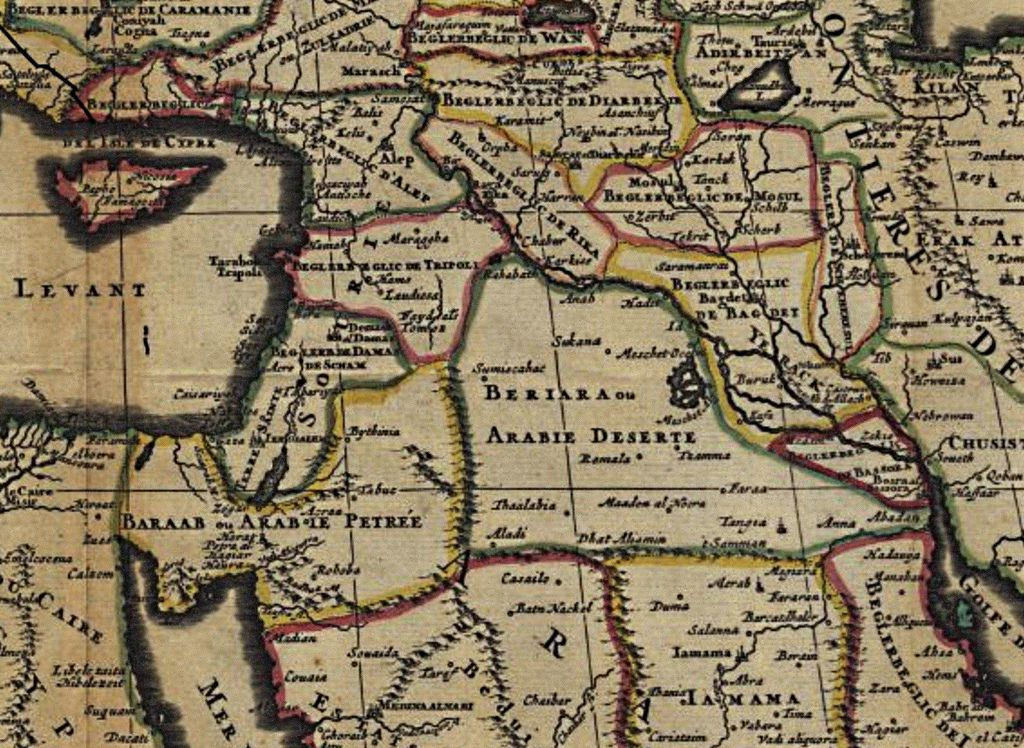
Cartina del Mashreq del 1600, sotto l'Impero ottomano

Il Mashrek, detto anche Mashriq o Mashreq (in arabo مَشْرِق‎? "(luogo dell'alba", "Levante"), è l'insieme dei paesi arabi che si trovano a est rispetto al Cairo e a nord rispetto alla penisola arabica.

## Geografia
Si tratta della regione orientale del mondo arabo, in opposizione al Maghreb (in arabo ﻣﻐﺮﺏ‎? "(luogo del) tramonto", "Ponente") ed è sinonimo di Bilād al-Shām, ma comprende anche l'Iraq e Kuwait. Talvolta è utilizzato come sinonimo di "non-Maghreb" e in questi casi comprende Egitto, Sudan, e la penisola arabica. Il termine deriva dalla radice araba <sh-r-q>, che significa "est" o anche "luogo di levante". 
Il Mashrek comprende:
- Libano
- Palestina
- Siria
- Iraq
- Kuwait
- Turchia, ma solo le Province di Hatay e Kilis e parte delle Province di Gaziantep e Şanlıurfa
- Giordania, ma solo i Governatorati di Ajlun, al-Zarqa, Balqa, Irbīd, Jerash, Madaba, Mafraq e parte dei Governatorati di al-Karak e Amman
- Arabia Saudita, ma solo le province di al-Jawf e al-Ḥudūd al-Shamāliyya

Il Mashrek "non-Maghreb" comprende, oltre ai precedenti:
- Giordania
- Arabia Saudita
- Bahrein
- Qatar
- Emirati Arabi Uniti
- Oman
- Yemen
- Egitto
- Sudan

## Storia
Durante l'espansione araba del VI secolo, il Mashreq fu sede del califfato omayyade. Situata inizialmente a Damasco, la capitale fu poi trasferita a Baghdad. Nel X secolo, durante l'espansione macedone, Bisanzio ripristinò temporaneamente la sua presenza nella regione, con Niceforo II Foca che condusse una brillate campagna, annettendo Antiochia e la sua regione nel 969 e arrivando nel 975 a 150 km da Gerusalemme. Molto presto i Bizantini dovettero abbandonare le posizioni che non riuscivano a mantenere e già nel 1084 la città di Antiochia cadde nelle mani dei Turchi. Venne ripresa nel 1098 dai crociati durante la prima crociata per formare il Principato di Antiochia (1098-1268), uno dei quattro Stati crociati.
Nei secoli successivi, dopo la scomparsa degli Stati crociati, la regione fu dominata dalle dinastie turche, e in particolare dall'Impero ottomano dal 1517 al 1918. La dominazione ottomana terminò quando la regione fu posta sotto il mandato di varie nazioni europee e sotto l'egida della Società delle Nazioni. L'Iraq, la Palestina, la Transgiordania e la Siria rimasero sotto l'influenza straniera fino alla fine della seconda guerra mondiale, quando i leader politici arabi cominciarono a cercare l'indipendenza.